# Macrodactylus affinis
Macrodactylus affinis är en skalbaggsart som beskrevs av François Louis Nompar de Caumont de Laporte 1840. Macrodactylus affinis ingår i släktet Macrodactylus och familjen Melolonthidae. Inga underarter finns listade i Catalogue of Life.